# Martin Slivka
Martin Slivka (* 1. November 1929 in Spišský Štiavnik, Okres Poprad; † 23. September 2002 in Bratislava) war ein slowakischer Filmemacher, Ethnologe und Filmpädagoge.

## Leben
Er besuchte 1955 die Filmakademie Prag, das Spezialgebiet Dokumentarfilm belegend und studierte 1963 an der Philosophischen Fakultät der Karls-Universität Prag, Fachbereich Ethnographie und Folkloristik. Slivka arbeitete ab 1955 als Dramaturg und Regisseur und wurde ab 1967 Regisseur im Kurzfilmstudio Bratislava. Ab 1977 hatte er eine Lehrtätigkeit an der Kunsthochschule Bratislava inne.
Martin Slivka konzentrierte sich auf ethnographische Themen seiner Heimat und die Dokumentation von Volksbräuchen, -festen und Volkstheater. Eines seiner wichtigsten Werke ist dem slowakischen Volkstheater gewidmet (Slovenské ľudové divadlo). Der Filmemacher verfasste auch Lehr- und Dokumentarbände zu seinen Filmen. Insgesamt drehte Martin drehte 140 Filme.
Der Film Odchádza človek (Ein Mensch geht) wurde von der UNESCO in das kulturelle Erbe der Menschheit aufgenommen. Der Film dokumentiert ein Begräbnis in den bulgarischen Bergen. Die bulgarische Regierung protestierte gegen diesen Film, der der kommunistischen Ideologie nicht entsprach. Der 13-teilige Dokumentarzyklus Deti vetra 1.-13. (Kinder des Windes) entstand von 1989 bis 1991. Er beschreibt die kulturellen Eigenarten der Roma in verschiedenen europäischen Staaten. Der Zyklus wurde v. a. in Romakreisen kontrovers diskutiert und als rassistisch bezeichnet.
Martin Šulík drehte 2007 einen Dokumentarfilm über Martin Slivka, der dessen Leben und Werk eindrücklich darstellt.

## Filmographie
- 1963: Voda a práca (Wasser und Arbeit)
- 1968: Odchádza človek (Ein Mensch geht)
- 1966: Ikony (Ikonen)
- 1972: Národný umelec prof. Karol Plicka (Nationalkünstler Prof. Karol Plicka)
- 1972–1974: Ľudová kultúra na Slovensku 1.-13. (Volkskultur in der Slowakei)
- 1974: Slovenská filharmónia (Die Slowakische Philharmonie)
- 1975: Roľnícka práca včera a dnes (Landwirtschaft Gestern und Heute)
- 1977: Mária Medvecká
- 1987: Pavol Socháň
- 1990: Deti vetra 1.-13. (Kinder des Windes)
- 1993: Páter Juraj Vojenčiak
- 1997: Karol Sidor